# Shantungskolan

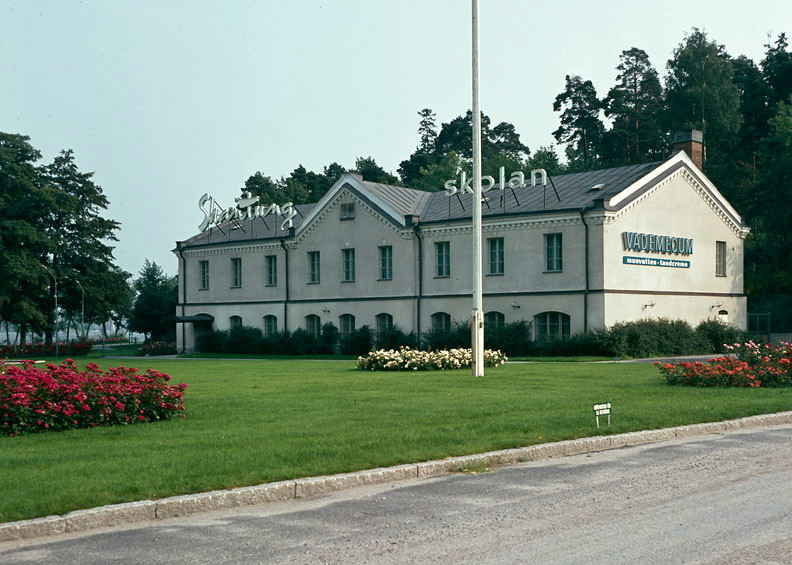
Shantungskolan i direktörsvillan vid Barnängens fabriker i Alvik (1965). Lägg märke till skylten med texten Vademecum på gavelväggen.

Shantungskolan var en skönhetsskola som låg vid Barnängens Tekniska Fabrik i Alvik i Bromma i västra Stockholm. År 1963 flyttade Shantungskolan in i det gamla tunnbinderiets ombyggda hus i Alvik nere vid Mälarstranden. Shantungskolans hus revs 1978.
Shantungskolan startade på 1950-talet i första hand för att ge expediterna möjlighet till vidareutbildning inom skönhetsmedelssektorn. Shantung hette också Barnängens skönhetsserie med bland annat puder och parfym i vackra pappförpackningar prydda med drakar. Redan år 1873 började Barnängen med tvåltillverkning, och snart följde framställning av en mängd kosmetiska artiklar.
År 1949 startade skönhetsskolan Shantungskolan vid Barnängens Tekniska Fabrik i Alvik som en del av marknadsföringen av skönhetsserien Shantung. Man började då ge lektioner i direktörsvillan vid Barnängens fabriker i Alvik. Skolan riktade sig främst till butiksbiträden och demonstratriser, som skulle ut i butikerna för att hålla demonstrationer av fabrikens produkter. Skolan blev snabbt så populär att en del kvinnor från andra branscher, såsom kontorister, mannekänger och flygvärdinnor, smög sig in på utbildningarna, vilket ledde till att allmänheten i slutet av 1950-talet fick tillgång till en åtta månader lång kosmetologutbildning. Under de följande tio åren var den huvudsakliga verksamheten vid skolan utbildning i skönhetsvård av fackfolket med utgångspunkt i Shantungpreparaten. Tillsammans med demonstrationerna var utbildningen avsedd som ett försäljningsverktyg. De deltagande förväntades öka inköpen till butikerna och driva på försäljningen till konsumenterna.
Skolan blev mycket populär och antalet besökare vid skolan ökade snabbt från ca 1.200 stycken 1950, till drygt 7.000 fyra år senare. Man startade även en ambulerande skola och fick mellan 5.000 och 9.000 besökare i landsorten. Till detta kommer runt 1.000 demonstrationer och drygt 7.000 besökare till olika föredrag under samma period. Så småningom startades även en ambulerande filial som fick tusentals elever i landsorten.
Meningen med skolan var att utbilda personal i butiker för de som arbetade med kosmetiska produkter, men även andra lockades att söka sig till skolan. Vid kurserna deltog även kontorister och annan butikspersonal utan koppling till försäljningen. Populariteten gick utöver de intentioner som företaget själv satt upp för skolan och 1959 startades en 8 månaders kosmetologutbildning för allmänheten. Kursinnehållet var inriktat på de för skönhets- och hudvårdsrelevanta ämnena, men även anatomi, gymnastik, hållning, talteknik, röstvård, samt varukännedom, försäljningsteknik och kundpsykologi ingick i utbildningen.
1962 spelade Barnängen in en film Stil och Charm, som handlade om hur man med Shantungskolan och skönhetspreparaten kunde skapa sig en personlig makeup. Man förespråkade även en bättre och sundare livsföring vid sidan om de rena instruktionerna för hur man lade en riktig make-up. Barnängen gav också ut en broschyr med samma namn som tillsammans med filmen kunde beställas gratis för visning vid t.ex. skolor. Flera sådana beställningar finns bevarade i brevform. Beställarna kunde vara distriktssköterskor som höll informationskurser, textil- eller hushållslärare. Även yrkesskolor för flickor och landstingets vårdutbildningar fanns bland beställarna. I breven beskrev de hur man ville använda filmen och broschyrerna i undervisningen eller i samband med allmänna hälsokampanjer. En lärare skrev att man skulle använda materialet i en lektion i "stil och hygien" och i breven beskrevs filmen som en film "om personlig vård". Skolans betydelse för att sprida kunskap om skönhetsvård till allmänheten kan inte underskattas.
Barnängen hade också en idé om att det naturliga, hälsosamma och personliga skulle lyftas fram i skönhetsvården, inte det påmålade och konstlade, även om budskapet i filmen var kommersiellt i grunden. I ett bredare sammanhang kunde detta budskap användas av andra aktörer i samhället. Exemplet belyser en intressant koppling mellan det kommersiella intresset och samhällets normer, där dessa i samspel får ett bredare genomslag än vad som säkert var väntat. Tillsammans med spridandet av filmen och annat material samt antalet elever vid skolan medverkade till att göra varumärket känt och skapa nya konsumtionsmönster och till att sprida nya hygieniska vanor.
Skolan fick stor betydelse för tidens tankar kring skönhetsideal, hygien och hälsa, och den förespråkade den naturliga skönheten, snarare än den alltför påmålade.

## Bilder

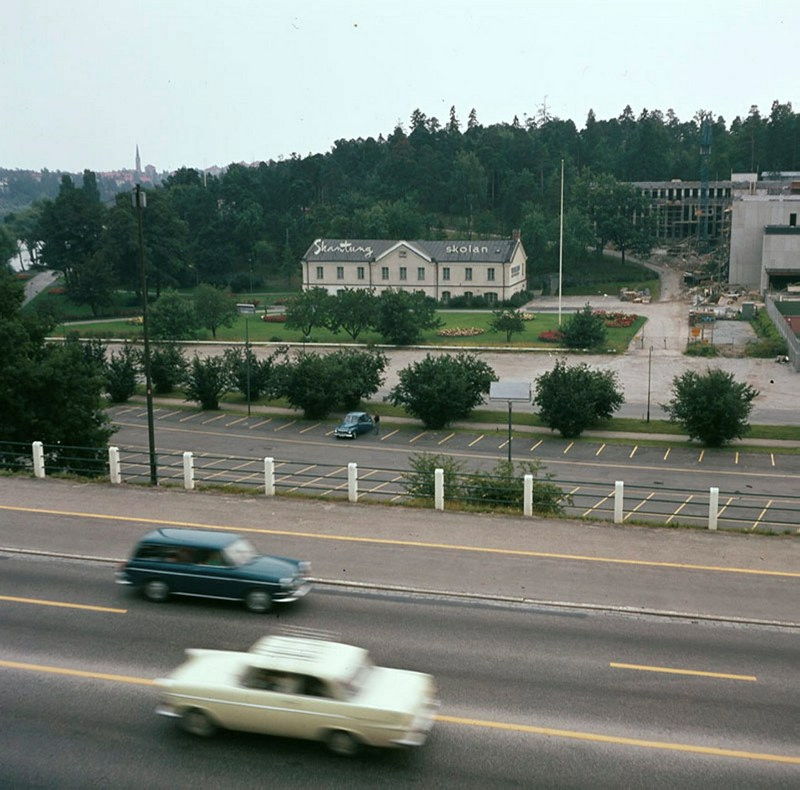
Shantungskolan, vy från Alviks tunnelbanestation, 1965.
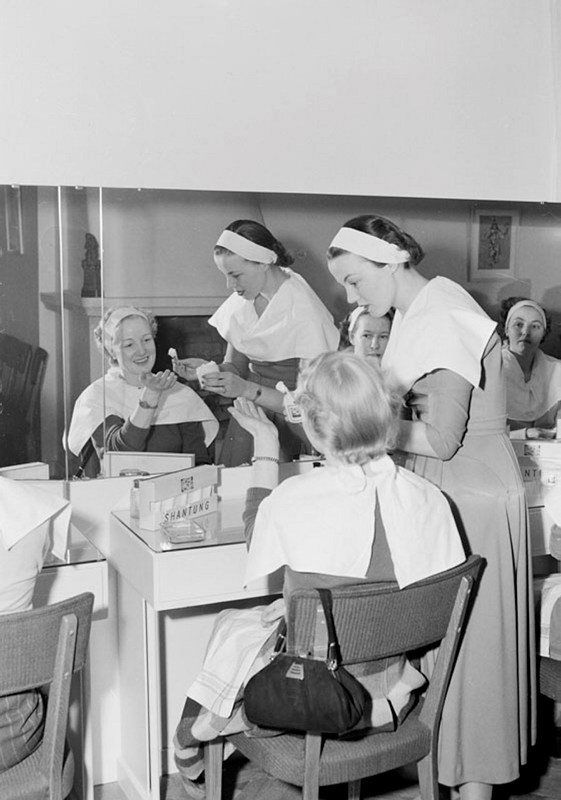
Shantungskolan, lektion i skönhetsvård, februari 1950.
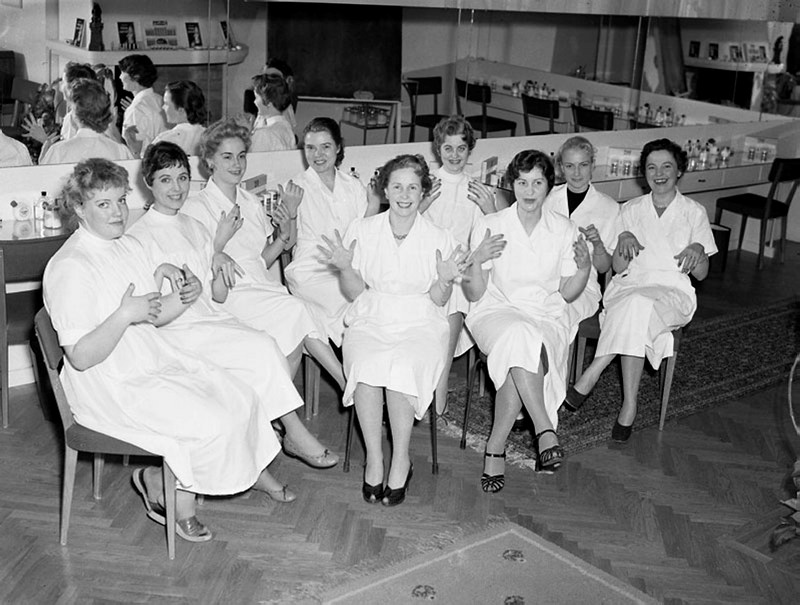
Shantungskolan, lektion i skönhetsvård, 1956.